# Сливница Површ (Требиње)
Сливница Површ је насељено мјесто у граду Требиње, Република Српска, БиХ. Према попису становништва из 2013. насеље више нема становника.

## Становништво
Према званичним пописима, Сливница Површ је имала сљедећи етнички састав становништва:
| Националност | 1991.       | 1981.       | 1971.       |
| Срби         | 21 (100,0%) | 23 (100,0%) | 41 (100,0%) |
| Укупно       | 21          | 23          | 41          |

| Демографија | Демографија | Демографија |
| Година      | Становника  | Становника  |
| ----------- | ----------- | ----------- |
| 1971.       | 41          |             |
| 1981.       | 23          |             |
| 1991.       | 21          |             |
| 2013.       | 0           |             |